# Untersiemau
Untersiemau település Németországban, azon belül Bajorországban. Lakosainak száma 4315 fő (2023. december 31.). Untersiemau Bad Staffelstein és Großheirath községekkel határos.

## Népesség
A település népessége az elmúlt években az alábbi módon változott:
| Lakosok száma | 634  | 3833 | 2716 | 4061 | 4108 | 4089 | 4107 | 4148 | 4185 | 4315 |
|               | 1925 | 1970 | 1975 | 2011 | 2013 | 2014 | 2016 | 2019 | 2021 | 2023 |